# Samborowo
Samborowo  (Duits: Bergfriede) is een dorp in de Poolse woiwodschap Ermland-Mazurië. Het telt 1415 inwoners. De plaats maakt deel uit van de gemeente Ostróda.

## Geografie
In Samborowo komen de rivieren Drwęca en Poburzanką bij elkaar. Vlak voor de spoorlijn ligt er een sluis in de Drwęca om de waterstand te beheersen. Het dorp meet 15,11 km², 3,77% van de gehele gemeente Ostyróda. Door haar ligging aan doorgaande routes heeft de plaats relatief veel voorzieningen voor de omgeving, zoals een middelbare school en een vrijwillige brandweer.

## Geschiedenis
In 1351 ontving de burgemeester het land met een oppervlakte van "zes Pruisische Radel". In 1419 gaf de bevelhebber van Osterode (Ostróda) voor een stuk land ter grootte van drie Pruisische wet Radel een zekere Michael het recht om te vissen in de rivier Drwęca. In tijden van Duitse Orde verschijnt in documenten in 1437 een stuk waarin de bevelhebber in Osterode een oppervlakte had van 53 włók. In de jaren 1437-1438 was het dorp Pruisisch. In 1498 ontving een zekere Stenzel voor trouwe dienst twee radel in Samborowo.
In 1621 omvatte het dorp een gebied 47 Radel en werd het voornamelijk bewoond door Poolse bevolking. In 1789 was Samborowo een dorp in bezit van de koning van 29 huizen. In 1861 besloeg het dorp een gebied 3910 hectare, waar 519 mensen woonden. Op dat moment was er in Samborowie een houtzagerij, melkboerderij, een pension en een treinstation. In 1910 woonden er 529 mensen, waaronder 195 Polen. In 1939 had het dorp 906 bewoners.

## Kerk

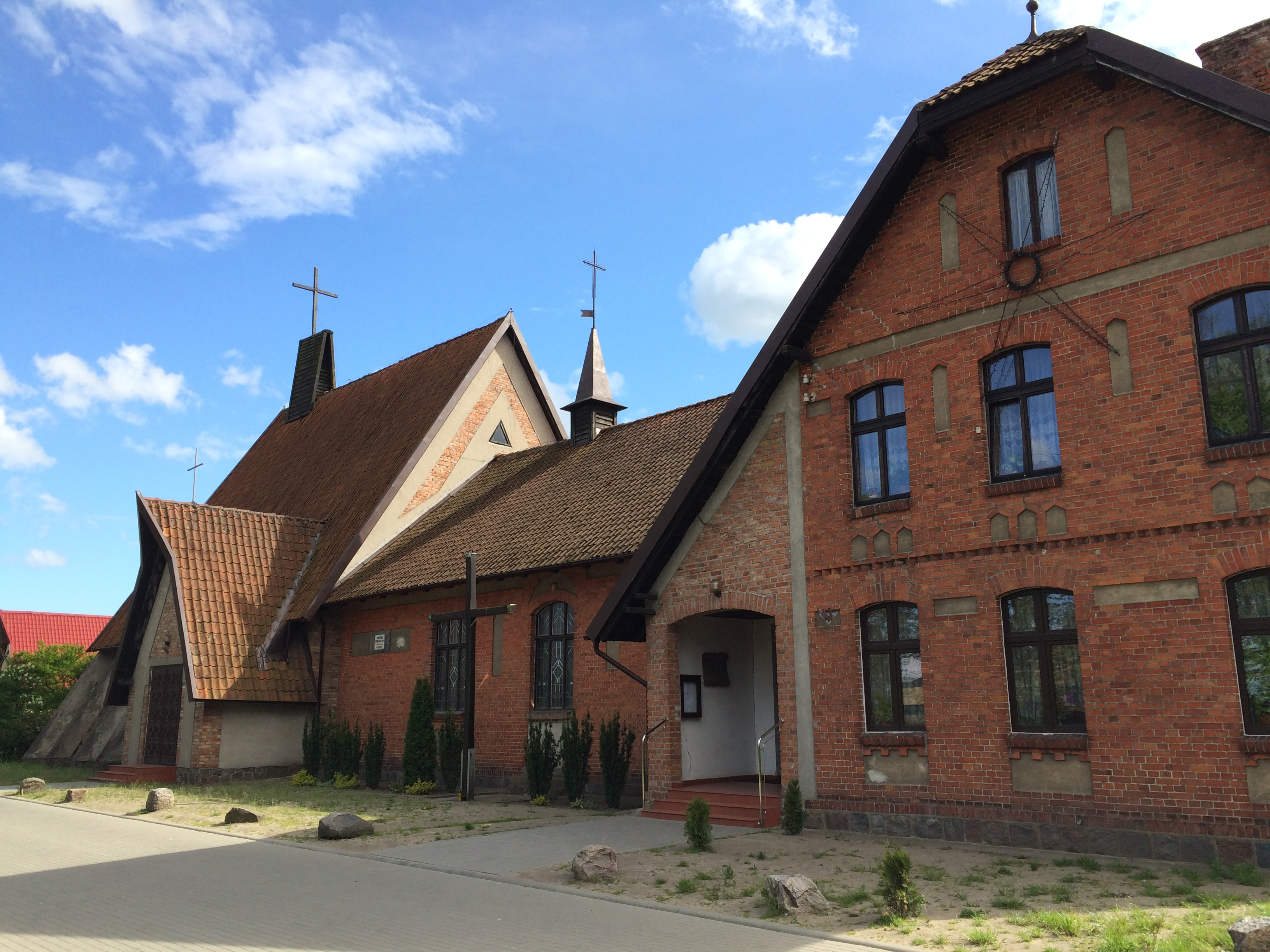
Kerk van Samborowo

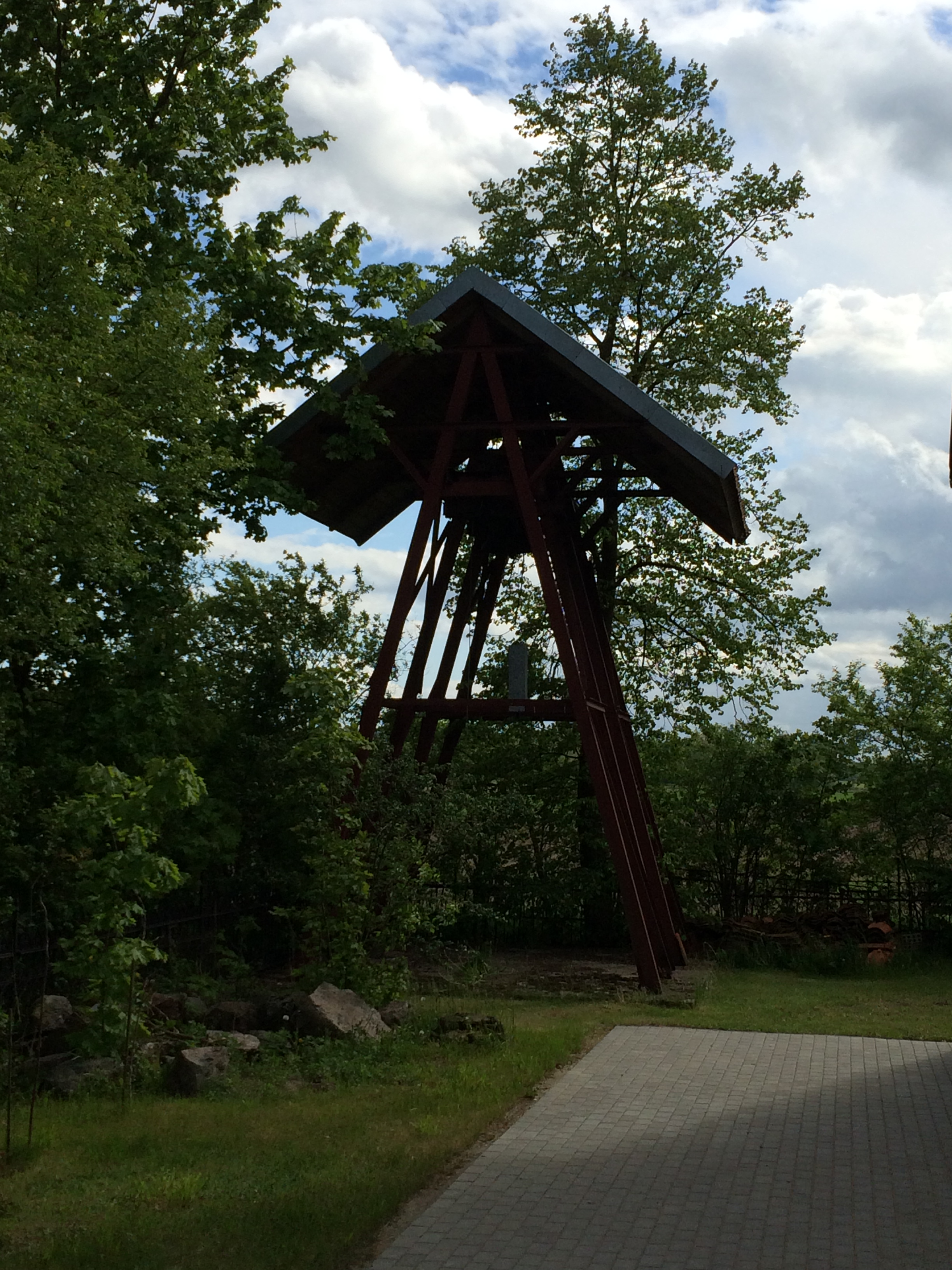
Klokkenstoel naast de kerk

In het centrum van Samborowo staat langs de Poburzanka een opvallende kerk. De vormgeving doet tamelijk oud voorkomen en is voorzien van een klokkenstoel, maar het grootste deel is gebouwd in 1990. Het oudste deel dateert van meer dan een eeuw eerder.

## Verkeer en vervoer

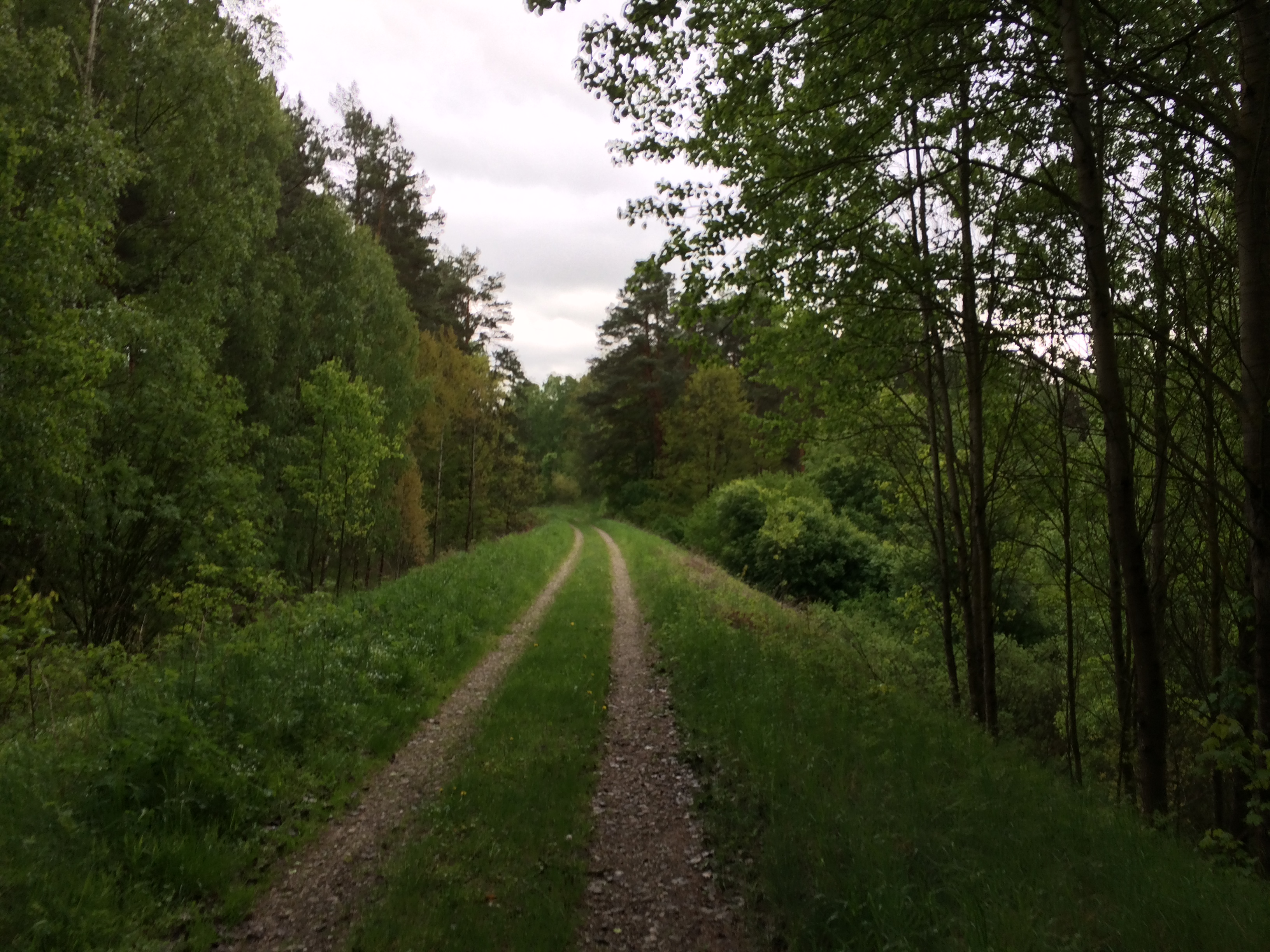
Voormalige spoorlijn Samborowo-Turza Wielka

- Vanuit Station Samborowo rijden er stoptreinen naar Iława en Olsztyn. De spoorlijn naar Turza Wielka is opgeheven en afgebroken.
- Door Samborowo loopt hoofdweg 16, die vanaf de Wisła loopt tot aan de grens met Litouwen.

## Sport en recreatie
- Door deze plaats loopt de Europese wandelroute E11. De E11 loopt van Den Haag naar het oosten, op dit moment de grens Polen/Litouwen. Ter plaatse komt de route van westen vanuit Wiewiórka vervolgt in zuidelijke richting via de voormalige spoorlijn naar Pietrzwałd.